# Вакилабад (тюрьма)
Тюрьма Вакилабад (перс.:زندان وکیلآباد), также центральная тюрьма Машхада (перс.:زندان مرکزی مشهد), находится в Иране, в городе Мешхед на северо-востоке страны. Сообщается, что тюрьма была местом сотен тайных казней, проведённых правительством Исламской Республики Иран.

## Тайные казни
Международная кампания за права человека в Иране (ICHRI) и другие источники сообщали о тайных казнях, происходивших в тюрьме Вакилабад в течение 2011 года, в основном за преступления, связанные с наркотиками.
ICHRI задокументировала, что в тюрьме происходили следующие тайные массовые казни:
- 10 заключённых, казнённых 6 апреля 2011 года
- 12 заключённых, казнённых 13 апреля 2011 года
- 10 заключённых, казнённых 16 мая 2011 года
- 12 заключённых, казнённых 23 мая 2011 года
- 4 заключённых, казнённых 24 мая 2011 года
- 26 заключённых, казнённых 15 июня 2011 года
- 12 заключённых, казнённых 29 июня 2011 года
- 18 заключённых, казнённых 3 июля 2011 года
- 7 заключённых были повешены 11 августа 2011 года
- 7 заключённых были повешены 20 сентября 2011 года[1]

В октябре 2011 года был опубликован отчет Ахмеда Шахида, специального докладчика ООН по ситуации с правами человека в Иране задокументировал более 300 тайных казней в Вакилабаде в 2010 году и по меньшей мере 146 тайных казней в 2011 году.